# شاخص نیچر
شاخص نیچر یک پایگاه داده است که موسسات و کشورها و نتایج علمی آنها را از زمان معرفی در سال ۲۰۱۶ ردیابی می‌کند. هر ساله، شاخص نیچر موسسات پیشرو (که می‌توانند شرکت‌ها، دانشگاه‌ها، موسسات دولتی، موسسات تحقیقاتی یا سازمان‌های غیردولتی باشند) و کشورها را با توجه به مقالات علمی و مقالات منتشر شده در مجلات برجسته رتبه‌بندی می‌کند. این رتبه‌بندی همچنین می‌تواند توسط رشته‌های تحقیقاتی منفرد مانند علوم زندگی، شیمی، فیزیک یا علوم زمین دسته‌بندی شود که موسسات مختلف در هر یک پیشرو هستند. شاخص نیچر توسط Nature Research محقق شد. در کل، بیش از ۱۰ هزار مؤسسه در شاخص نیچر فهرست شده‌اند.

## متدولوژی
شاخص نیچر سعی دارد با در نظر گرفتن تفاوت کیفیت، بازده علمی موسسات و کشورها را اندازه‌گیری کند؛ بنابراین، فقط مقالاتی که در ۸۲ مجله با کیفیت انتخاب شده منتشر می‌شوند، شمارش می‌شوند. این مجلات توسط کمیته مستقلی انتخاب می‌شوند. اگر نویسندگان چندین مؤسسه و / یا کشورها درگیر یک مقاله علمی باشند، بر این اساس تقسیم می‌شود، با این فرض که همه محققان به‌طور یکسان در مقاله نقش داشته‌اند.

## موسسات برتر
۲۵ مؤسسه برتر با بیشترین سهم مقالات منتشر شده در مجلات علمی مطابق با Nature Index 2020، که برای سال تقویمی ۲۰۱۹ معتبر است.
| رتبه | موسسه                         | کشور                | سهم کل |
| ---- | ----------------------------- | ------------------- | ------ |
| ۱    | آکادمی علوم چین               | چین                 | ۱٫۸۰۵٪ |
| ۲    | دانشگاه هاروارد               | ایالات متحده آمریکا | ۰٫۹۲۵٪ |
| ۳    | انجمن ماکس پلانک              | آلمان               | ۰٫۷۶۵٪ |
| ۴    | مرکز ملی پژوهش‌های علمی فرانسه | فرانسه              | ۰٫۷۲۳٪ |
| ۵    | دانشگاه استنفورد              | ایالات متحده آمریکا | ۰٫۶۴۶٪ |
| ۶    | مؤسسه فناوری ماساچوست         | ایالات متحده آمریکا | ۰٫۵۶۰٪ |
| ۷    | انجمن هلمهولتس                | آلمان               | ۰٫۴۸۶٪ |
| ۸    | دانشگاه علم و فناوری چین      | چین                 | ۰٫۴۵۶٪ |
| ۹    | دانشگاه آکسفورد               | بریتانیا            | ۰٫۴۵۴٪ |
| ۱۰   | دانشگاه پکینگ                 | چین                 | ۰٫۴۳۸٪ |
| ۱۱   | دانشگاه توکیو                 | ژاپن                | ۰٫۴۳۰٪ |
| ۱۲   | دانشگاه چینهوا                | چین                 | ۰٫۴۲۹٪ |
| ۱۳   | دانشگاه نانجینگ               | چین                 | ۰٫۴۲۲٪ |
| ۱۴   | دانشگاه کمبریج                | بریتانیا            | ۰٫۴۱۶٪ |
| ۱۵   | دانشگاه آکادمی علوم چین       | چین                 | ۰٫۴۰۸٪ |
| ۱۶   | مؤسسه فناوری فدرال زوریخ      | سوئیس               | ۰٫۴۰۴٪ |
| ۱۷   | مؤسسه ملی سلامت               | ایالات متحده آمریکا | ۰٫۳۹۴٪ |
| ۱۸   | دانشگاه کالیفرنیا، برکلی      | ایالات متحده آمریکا | ۰٫۳۸۹٪ |
| ۱۹   | دانشگاه میشیگان               | ایالات متحده آمریکا | ۰٫۳۴۳٪ |
| ۲۰   | دانشگاه کالیفرنیا، سن دیگو    | ایالات متحده آمریکا | ۰٫۳۴۱٪ |
| ۲۱   | دانشگاه ییل                   | ایالات متحده آمریکا | ۰٫۳۳۹٪ |
| ۲۲   | دانشگاه کالیفرنیا، لس آنجلس   | ایالات متحده آمریکا | ۰٫۳۳۶٪ |
| ۲۳   | دانشگاه ججیانگ                | چین                 | ۰٫۳۳۰٪ |
| ۲۴   | دانشگاه کرنل                  | ایالات متحده آمریکا | ۰٫۳۱۹٪ |
| ۲۵   | دانشگاه نورث‌وسترن             | ایالات متحده آمریکا | ۰٫۳۱۷٪ |

## کشورهای برتر
۲۵ کشور برتر با بیشترین سهم مقالات منتشر شده در مجلات علمی مطابق با Nature Index 2020 که برای سال تقویمی ۲۰۱۹ معتبر است.
| رتبه‌بندی | کشور                | کل سهم  |
| -------- | ------------------- | ------- |
| ۱        | ایالات متحده آمریکا | ۲۰٫۱۵۲٪ |
| ۲        | چین                 | ۱۳٫۵۶۶٪ |
| ۳        | آلمان               | ۴٫۵۴۶٪  |
| ۴        | بریتانیا            | ۳٫۷۷۳٪  |
| ۵        | ژاپن                | ۳٫۰۲۴٪  |
| ۶        | فرانسه              | ۲٫۲۳۹٪  |
| ۷        | کانادا              | ۱٫۶۰۲٪  |
| ۸        | سوئیس               | ۱٫۴۸۸٪  |
| ۹        | کره جنوبی           | ۱٫۴۳۵٪  |
| ۱۰       | استرالیا            | ۱٫۲۶۰٪  |
| ۱۱       | اسپانیا             | ۱٫۱۶۲٪  |
| ۱۲       | هند                 | ۱٫۰۴۱٪  |
| ۱۳       | ایتالیا             | ۱٫۰۲۸٪  |
| ۱۴       | هلند                | ۰٫۹۳۰٪  |
| ۱۵       | سوئد                | ۰٫۶۲۵٪  |
| ۱۶       | اسرائیل             | ۰٫۶۰۹٪  |
| ۱۷       | سنگاپور             | ۰٫۶۰۸٪  |
| ۱۸       | روسیه               | ۰٫۴۶۶٪  |
| ۱۹       | بلژیک               | ۰٫۴۱۲٪  |
| ۲۰       | دانمارک             | ۰٫۳۸۷٪  |
| ۲۱       | تایوان              | ۰٫۳۷۲٪  |
| ۲۲       | اتریش               | ۰٫۳۶۸٪  |
| ۲۳       | برزیل               | ۰٫۲۸۰٪  |
| ۲۴       | لهستان              | ۰٫۲۵۰٪  |
| ۲۵       | جمهوری چک           | ۰٫۲۳۰٪  |